# 396년

## 연호
- 동진(東晉) 태원(太元) 21년
- 고구려(高句麗) 영락(永樂) 6년
- 후연(後燕) 건흥(建興) 11년 / 영강(永康) 원년
- 후진(後秦) 황초(皇初) 3년
- 서진(西秦) 태초(太初) 9년
- 북위(北魏) 등국(登國) 11년 / 황시(皇始) 원년
- 후량(後凉) 인가(麟嘉) 8년 / 용비(龍飛) 원년

## 기년
- 동진(東晉) 효무제(孝武帝) 24년
- 북위(北魏) 도무제(道武帝) 11년
- 신라(新羅) 내물 마립간(奈勿麻立干) 41년
- 고구려(高句麗) 광개토왕(廣開土王) 6년
- 백제(百濟) 아신왕(阿莘王) 5년

## 사건
- 고구려 광개토왕이 백제를 정벌하여 아신왕의 항복을 받고 58성 700촌을 얻었다.